# Sir Henry Cotton Rookie of the Year Award
Sir Henry Cotton Rookie of the Year Award är ett pris till golfspelare. Priset är uppkallat efter Sir Henry Cotton som vann The Open tre gånger. Priset ges vanligtvis till den nykomling på Europatouren som har spelat in mest prispengar under säsongen. Mottagaren väljs ut av representanter för Europatouren, R&A och Association of Golf Writers.

## Vinnare
| År   | Namn                      | Land                  | Källa |
| ---- | ------------------------- | --------------------- | ----- |
| 2016 | Wang Jeung-hun            | Sydkorea              | [ 1 ] |
| 2015 | Byeong-Hun An             | Sydkorea              | [ 2 ] |
| 2014 | Brooks Koepka             | USA                   | [ 3 ] |
| 2013 | Peter Uihlein             | USA                   | [ 4 ] |
| 2012 | Ricardo Santos            | Portugal              | [ 5 ] |
| 2011 | Tom Lewis                 | England               | [ 6 ] |
| 2010 | Matteo Manassero          | Italien               | [ 7 ] |
| 2009 | Chris Wood                | England               | [ 8 ] |
| 2008 | Pablo Larrazábal          | Spanien               | [ 9 ] |
| 2007 | Martin Kaymer             | Tyskland              | [ 9 ] |
| 2006 | Marc Warren               | Skottland             | [ 9 ] |
| 2005 | Gonzalo Fernández-Castaño | Spanien               | [ 9 ] |
| 2004 | Scott Drummond            | Skottland             | [ 9 ] |
| 2003 | Peter Lawrie              | Irland                | [ 9 ] |
| 2002 | Nick Dougherty            | England               | [ 9 ] |
| 2001 | Paul Casey                | England               | [ 9 ] |
| 2000 | Ian Poulter               | England               | [ 9 ] |
| 1999 | Sergio García             | Spanien               | [ 9 ] |
| 1998 | Olivier Edmond            | Frankrike             | [ 9 ] |
| 1997 | Scott Henderson           | Skottland             | [ 9 ] |
| 1996 | Thomas Bjørn              | Danmark               | [ 9 ] |
| 1995 | Jarmo Sandelin            | Sverige               | [ 9 ] |
| 1994 | Jonathan Lomas            | England               | [ 9 ] |
| 1993 | Gary Orr                  | Skottland             | [ 9 ] |
| 1992 | Jim Payne                 | England               | [ 9 ] |
| 1991 | Per-Ulrik Johansson       | Sverige               | [ 9 ] |
| 1990 | Russell Claydon           | England               | [ 9 ] |
| 1989 | Paul Broadhurst           | England               | [ 9 ] |
| 1988 | Colin Montgomerie         | Skottland             | [ 9 ] |
| 1987 | Peter Baker               | England               | [ 9 ] |
| 1986 | José María Olazábal       | Spanien               | [ 9 ] |
| 1985 | Paul Thomas               | Wales                 | [ 9 ] |
| 1984 | Philip Parkin             | Wales                 | [ 9 ] |
| 1983 | Grant Turner              | England               | [ 9 ] |
| 1982 | Gordon Brand Jnr          | Skottland             | [ 9 ] |
| 1981 | Jeremy Bennett            | England               | [ 9 ] |
| 1980 | Paul Hoad                 | England               | [ 9 ] |
| 1979 | Mike Miller               | Skottland             | [ 9 ] |
| 1978 | Sandy Lyle                | Skottland             | [ 9 ] |
| 1977 | Nick Faldo                | England               | [ 9 ] |
| 1976 | Mark James                | England               | [ 9 ] |
| 1975 | Inget pris delades ut     | Inget pris delades ut |       |
| 1974 | Carl Mason                | England               | [ 9 ] |
| 1973 | Pip Elson                 | England               | [ 9 ] |
| 1972 | Sam Torrance              | Skottland             | [ 9 ] |
| 1971 | David Llewellyn           | Wales                 | [ 9 ] |
| 1970 | Stuart Brown              | England               | [ 9 ] |
| 1969 | Peter Oosterhuis          | England               | [ 9 ] |
| 1968 | Bernard Gallacher         | Skottland             | [ 9 ] |
| 1967 | Inget pris delades ut     | Inget pris delades ut |       |
| 1966 | Robin Liddle              | Skottland             | [ 9 ] |
| 1965 | Inget pris delades ut     | Inget pris delades ut |       |
| 1964 | Inget pris delades ut     | Inget pris delades ut |       |
| 1963 | Tony Jacklin              | England               | [ 9 ] |
| 1962 | Inget pris delades ut     | Inget pris delades ut |       |
| 1961 | Alex Caygill              | England               | [ 9 ] |
| 1960 | Tommy Goodwin             | England               | [ 9 ] |